# C/2006 P3 (SOHO)
C/2006 P3 (SOHO) – kometa jednopojawieniowa odkryta na zdjęciach SOHO przez Arkadiusza Kubczaka. Została odkryta 3 sierpnia 2006 roku. Należy do grupy komet Kreutza.